# Epipagis distictalis
Epipagis distictalis là một loài bướm đêm trong họ Crambidae.